# Kampfgeschwader 53 „Legion Condor“
Das Kampfgeschwader 53 „Legion Condor“ war ein Verband der Luftwaffe der Wehrmacht im Zweiten Weltkrieg. Es war nach der Legion Condor benannt, einem Verband der Wehrmacht, der im Spanischen Bürgerkrieg eingesetzt worden war. Aufgrund dieses Ehrennamens waren die Geschwaderangehörigen berechtigt, am rechten Unterarm einen Ärmelstreifen mit der Aufschrift „Legion Condor“ zu tragen. Als Kampfgeschwader war es ausgestattet mit Bombern vom Typ Heinkel He 111 und Dornier Do 17. Das Geschwader wurde eingesetzt beim Überfall auf Polen, beim Westfeldzug, in der Luftschlacht um England, beim Deutsch-Sowjetischen Krieg und an der Westfront 1944/45. Es wurde am 15. März 1945, noch vor der bedingungslosen Kapitulation der Wehrmacht, aufgelöst.

## Aufstellung
Das Kampfgeschwader 53 entstand am 1. Mai 1939, nach dem neuen Benennungsschema der Luftwaffe, aus dem am 1. April 1937 in Gablingen bei Augsburg aufgestellten Kampfgeschwader 355. Die Geschwaderangehörigen trugen seit dem 12. Juni 1939, am rechten Unterarm einen Ärmelstreifen mit der Aufschrift „Legion Condor“. Aus dem Geschwaderstab und der I. Gruppe des KG 355 wurde am 1. Mai 1939 in Ansbach (Lage) der Stab und die I./KG 53 aufgestellt. Die II. Gruppe des KG 53 bildete sich am 1. Mai 1939 aus der II./KG 355 in Schwäbisch Hall (Lage). Die III. Gruppe des KG 53 entstand am 1. Mai 1939 in Giebelstadt (Lage) aus der III./KG 355. Im Juni 1940 entstand die IV. (Ergänzungs-)Gruppe in Giebelstadt. Das Geschwader war während der gesamten Zeit seines Bestehens mit der Heinkel He 111 ausgestattet. Jedoch war die im Juli 1942 in Agram aufgestellte 15. (kroatische) Staffel des Kampfgeschwaders 53 mit der Dornier Do 17Z ausgerüstet worden. Die Geschwaderkennung war A1.

## Gliederung
Der Geschwaderstab führte die I. bis IV. Gruppe, die wiederum in Staffeln unterteilt waren. Die 1. bis 3. Staffel gehörte der I. Gruppe, die 4. bis 6. Staffel der II. Gruppe, die 7. bis 9. Staffel der III. Gruppe und die 10. bis 12. Staffel der IV. Gruppe an. Jede Staffel, geführt durch einen Staffelkapitän, war in drei Schwärme mit je vier Flugzeugen unterteilt. Daraus ergab sich eine Sollstärke der Bombergruppe von 36 Flugzeugen in den drei Staffeln + ein Flugzeug für den Gruppenkommandeur. Dies ergab bei vier Bombergruppen eine Sollstärke von 148 Flugzeugen + 4 Flugzeuge für den Geschwaderkommodore und seinen Stab. Des Weiteren existierte eine 15. Staffel die direkt dem Geschwaderstab unterstellt war. Daraus ergibt sich eine zeitweise Sollstärke von 164 Flugzeugen. Die IV. Gruppe war eine Ergänzungsgruppe und nahm in der Regel nicht an Kampfeinsätzen teil. In ihr wurden frisch ausgebildete oder rekonvaleszente Flieger eine Zeitlang an die Frontbedingungen gewöhnt und geschult, bevor sie in eine der drei Einsatzgruppen wechselten. Darum hatte sie meist ihren Standort in der Heimatbasis des jeweiligen Geschwaders.

## Geschichte

### Überfall auf Polen
Der Stab, die II. und III./Kampfgeschwader 53 standen am 1. September 1939 unter dem Kommando der 6. Fliegerdivision der Luftflotte 3 im Westen auf den Plätzen in Schwäbisch Hall und Giebelstadt. Die I. Gruppe war in Märkisch-Friedland/Crössinsee (Lage) dem Stab des Kampfgeschwaders 26 und damit der 1. Fliegerdivision der Luftflotte 1 unterstellt. Die Gruppe nahm aktiv am Überfall auf Polen teil. Sie verfügte am ersten Angriffstag über 31 einsatzbereite Heinkel He 111H-2. Dieser Bombertyp verfügte über zwei Jumo 211 A Motoren mit je 1.000 PS (735 kW) Leistung, die eine Höchstgeschwindigkeit von 390 km/h bei einer Bombenlast von 2000 kg ermöglichten. Bis zum 12. September, als sie in den Westen verlegt wurde, verlor die I. Gruppe ein Flugzeug.

### Westfeldzug

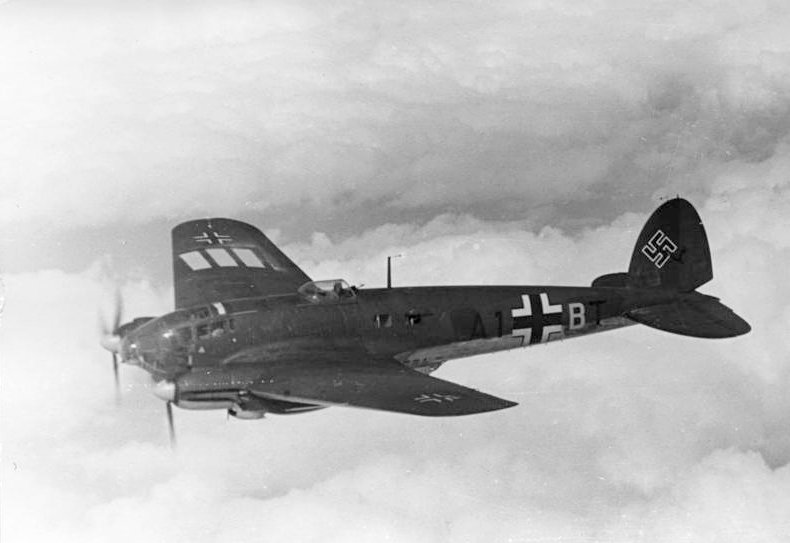
Heinkel He 111 H-2 (A1+BT) der 9./KG 53 (9. Staffel des Kampfgeschwaders 53)

Während des Westfeldzuges standen alle drei Gruppen unter dem Kommando des II. Fliegerkorps der Luftflotte 3. Von den Plätzen in Roth (Lage), Oedheim (Lage) und Frankfurt (Lage) aus erfolgten Luftangriffe auf Flugplätze zur Erringung der Luftherrschaft und taktische Einsätze zur Heeresunterstützung. Unter anderem waren Teile des Geschwaders am Durchbruch des zur Panzergruppe Kleist gehörenden XIX. Armeekorps (mot.) bei Sedan beteiligt, in dem es mit Luftangriffen auf befestigte Stellungen und Bunker am Westufer der Maas das Übersetzen ermöglichte.

### Luftschlacht um England
In der Luftschlacht um England blieb das gesamte Geschwader beim II. Fliegerkorps, nun aber unter dem Kommando der Luftflotte 2. Dort flog es von Basen im besetzten Frankreich (Lille-Nord bzw. Lille-Mouvaux)(Lage) und Vitry-en-Artois (Lage) Luftangriffe gegen Großbritannien, insbesondere Nachtangriffe auf London, Coventry, Birmingham, Liverpool u. a. Dabei fiel in der Nacht des 4./5. August 1940 der Gruppenkommandeur der III. Gruppe, Major Walter Brautkuhl, als seine Heinkel He 111H-6 (Geschwaderkennung A1+NR) von Swansea kommend in die Nordsee nahe der Niederlande stürzte. Wenig später, am 18. August schoss ein Blenheim Nachtjäger der 151 Squadron den Gruppenkommandeur der II. Gruppe, Major Reinhold Tamm mit seiner He 111H-3 ab, als sie bei Norfolk die Küste überflog.  Am 15. September geriet bei einem Luftangriff auf die Victoria Docks in London der Gruppenkommandeur der II. Gruppe, Major Maximilian Gruber in britische Kriegsgefangenschaft, als seine He 111H-2 (Geschwaderkennung A1+GM) von Spitfires der 92 Squadron angeschossen wurde. Bei Frittenden, nahe Staplehurst, gelang eine Notlandung.

### Deutsch-Sowjetischer Krieg
1941
Am Deutsch-Sowjetischen Krieg nahm das Geschwader mit dem Stab, der I., II. und III. Gruppe teil. Der Stab und die II. Gruppe starteten ab 22. Juni 1941 von Radom-Piastów (Lage), die I. Gruppe von Grójec (Lage) und die III. Gruppe von Radzyń (Lage) aus zu Feinflügen. Dazu waren sie dem II. Fliegerkorps der Luftflotte 2 im Mittelabschnitt der Ostfront unterstellt. In vielen taktischen Einsätzen zur Erringung der Luftherrschaft und zur Heeresunterstützung war es oft an den Schwerpunkten in der Mitte der Ostfront eingesetzt. In der Nacht vom 21. zum 22. Juli 1941 erfolgte, vom Fliegerhorst Minsk-Ost (Lage) aus, zusammen mit anderen Geschwadern ein Nachtangriff auf Moskau. Weitere Angriffe dieser Art folgten. Bei der am 2. Oktober beginnenden Schlacht um Moskau war sie dem II. Fliegerkorps der Luftflotte 2 unterstellt.
1942

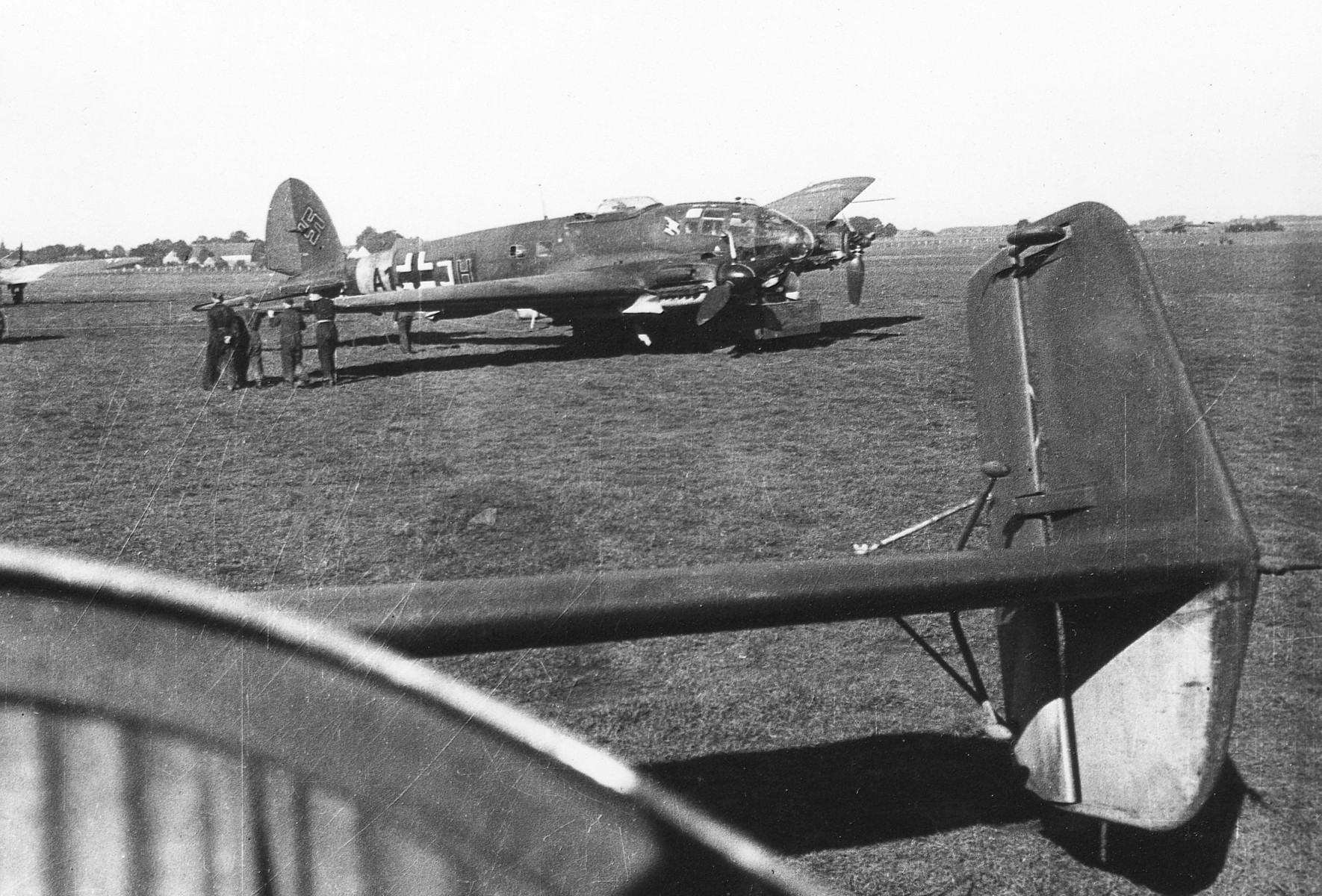
Heinkel He 111 H-6 (A1+JH) der 1./KG 53, etwa 1942/43 in Ansbach o. Gablingen

Zum Jahreswechsel 1941/42 lagen die Gruppen auf dem Fliegerhorst Schatalowka-Ost (Lage) im Mittelabschnitt der Ostfront. Die drei Gruppen waren überwiegend mit der Heinkel He 111 in der Ausführung H-6 ausgestattet. Diese verfügte über zwei Junkers Jumo 211 D-Motoren mit je 1.200 PS (883 kW). Diese ermöglichten eine Höchstgeschwindigkeit von 400 km/h und eine Bombenlast von 2500 kg. Die I. Gruppe weilte kurzfristig zur Auffrischung in Ansbach, war aber schon wieder ab Januar in Riga an der Ostsee stationiert. Von dort führte sie auch Seeziel- und U-Bootbekämpfungseinsätze über der Ostsee durch. Am 30. März kehrte die He 111H-6 (Geschwaderkennung A1+AB) des Gruppenkommandeurs der I. Gruppe, Major Joachim Wienholtz nach einem Einsatz im Wolchow-Gebiet nicht zurück. Die Besatzung blieb vermisst. Die III. Gruppe verlegte für einen Monat, vom 15. Juli an, nach Chartres (Lage) in Frankreich. Dort nahm es kurzzeitig an Tag- und Nachtangriffen auf England teil. Ab August war das gesamte Geschwader wieder an der Ostfront eingesetzt. Am 19. September schoss eine sowjetische Flakbedienung bei Gaytolovo den Gruppenkommandeur der III. Gruppe, Major Hans Waldforst mit seiner He 111H-6 ab, der daraufhin starb. Die II. Gruppe verlegte ab November 1942 in den Südabschnitt der Ostfront. Dort war es beteiligt an der Versorgung des Stalingrader Kessels.
1943

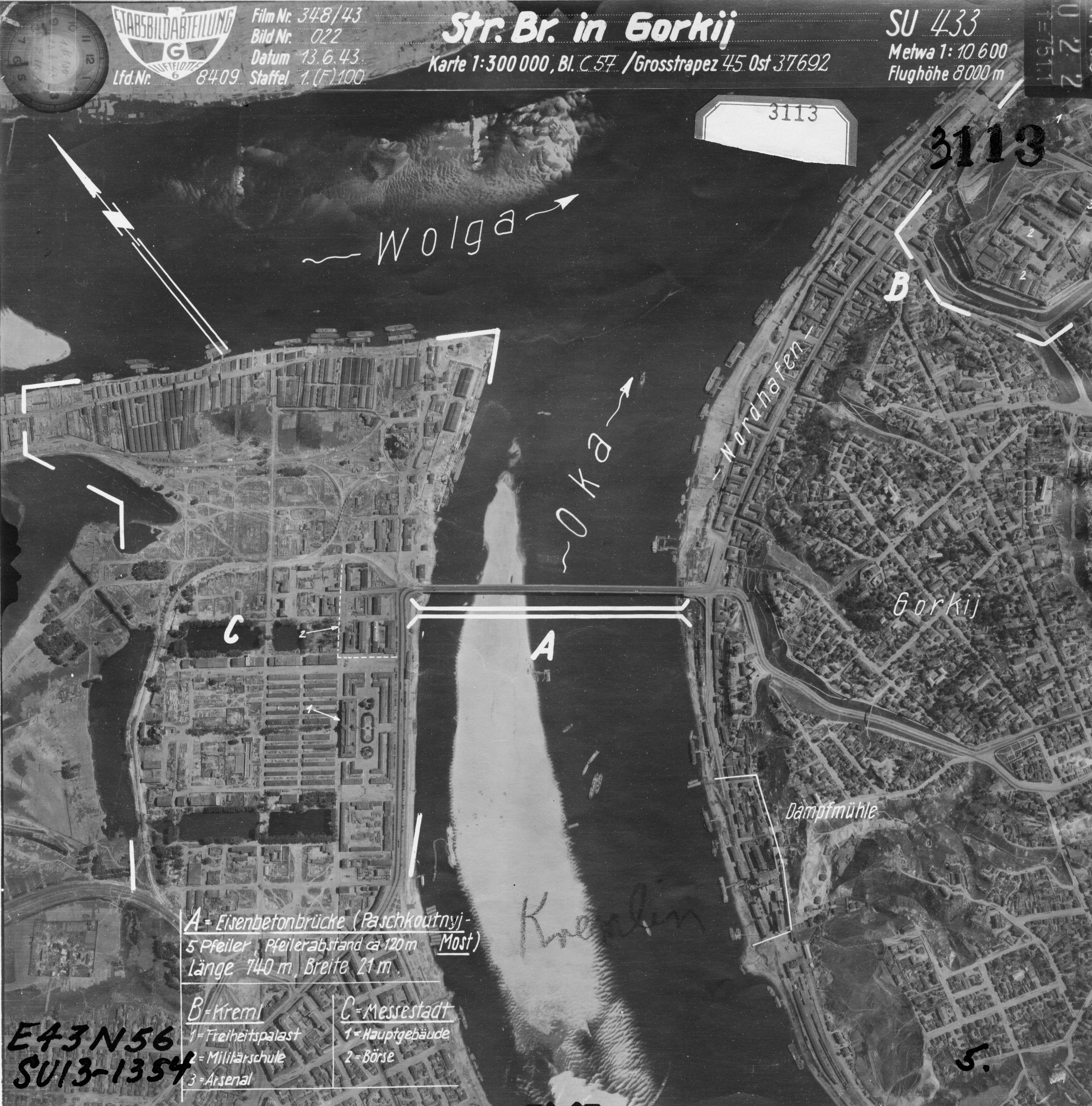
Deutsche Luftaufnahme von Gorki, von Aufklärungsflugzeugen der 1.(F)/100 am 15. Juni fotografiert

Anfang 1943 standen der Stab und die I. Gruppe in Korowje-Selo (Lage) und die III. Gruppe in Dno (Lage) im Nordabschnitt der Ostfront. Die II. Gruppe lag zur Auffrischung in Greifswald (Lage). Ab März/April verfügten die Gruppen größtenteils über die Heinkel He 111H-16. Diese nochmals verbesserte Variante verfügte mit ihren zwei Junkers Jumo 211 F-2-Motoren über insgesamt 2700 PS Startleistung, die eine Höchstgeschwindigkeit von 436 km/h und eine Bombenlast von 3000 kg möglich machten.
Ab April lag die II. Gruppe in Gablingen um aufgefrischt zu werden. Dabei kam es am 28. Juni bei einem Formationsflug mit 33 Flugzeugen zu einer folgenschweren Katastrophe. Während des Flugs in Richtung Westen gerieten sechs Flugzeuge in eine dichte, plötzlich aufziehende Wolkendecke. Die Piloten verloren den Sichtkontakt und kollidierten in der Luft. Es folgte eine Explosion und brennende Flugzeuge stürzten über den Stauden in die Tiefe. Zwei Bomber schlugen im Wald östlich von Schloss Seyfriedsberg bei Bauhofen auf, während drei Flugzeuge auf Langenneufnacher Flur abstürzten. Ein Flugzeug konnte auf dem Flugfeld Lechfeld notlanden. Insgesamt fielen in den abgestürzten Maschinen 18 Soldaten, während 2 überlebten. Die II. Gruppe kehrte am 15. Juli zur Ostfront zurück.
Vom 5. bis 22. Juni nahmen die I. und die III. Gruppe an den Luftangriffen auf Gorki und Jaroslawl teil. In Nachtangriffen, zusammen mit anderen Kampfgeschwadern, sollten das Panzerwagenwerk „Molotow“ und das Kunstkautschukwerk Jaroslawl angegriffen werden. Dabei kamen in Gorki 282 Menschen ums Leben, bei 527 Verletzten und 52 Gebäude des Werkes wurden zerstört. In Jaroslawl wurden über 120 Menschen getötet, rund 150 weitere verletzt und über 200 Gebäude (darunter einige Werkshallen des Kautschukwerkes) vollständig zerstört. Anschließend verlegten der Stab und die I. bis III. Gruppe auf den Fliegerhorst Olsufjewo (Lage) und nahmen an der Schlacht um den Kursker Bogen teil. Alle drei Gruppen waren überwiegend mit der Heinkel He 111H-16 ausgestattet und der 1. Fliegerdivision der Luftflotte 6 unterstellt.
1944
Im Jahr 1944 befand sich das gesamte Geschwader im Mittelabschnitt der Ostfront. In der Anfangsphase der sowjetischen Sommeroffensive Operation Bagration griff das Geschwader in der Nacht vom 22. zum 23. Juni vom Flugplatz Radom-Piastów (Lage) aus den im Rahmen der Operation Frantic von US-amerikanischen Flugzeugen benutzten Flugplatz Poltawa (Lage) an. Dabei wurden 43 US-amerikanische B-17-Bomber am Boden zerstört und weitere 26 beschädigt. Außerdem wurden ein Munitionsdepot und 900.000 Liter Flugbenzin vernichtet.

### Westfront 1944/45

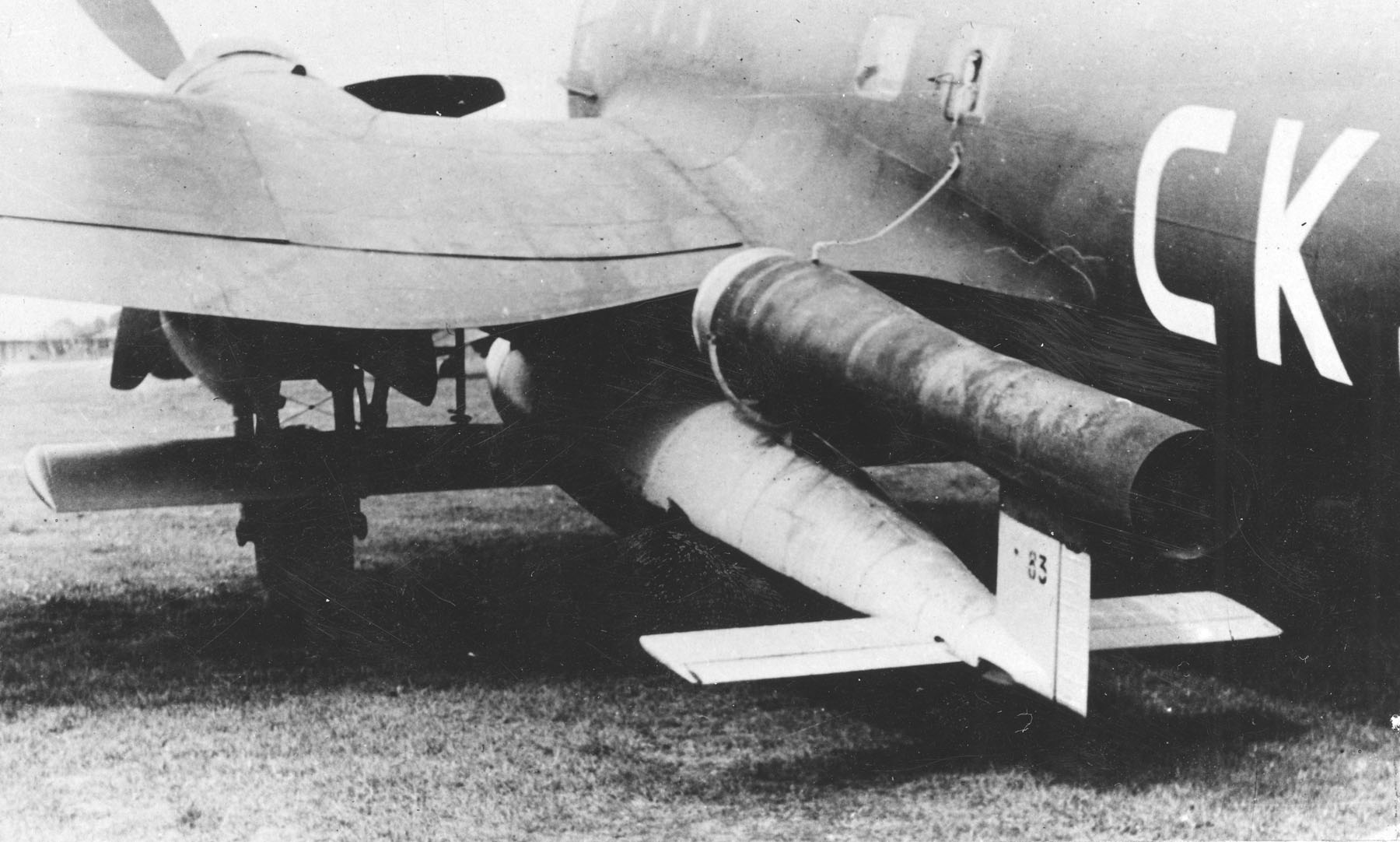
Heinkel He 111 mit Fi-103-Flugbombe unter der Tragfläche

Im August 1944 verlegt das gesamte Geschwader an die Westfront. Einsatzhäfen waren Toul (Lage), Nancy (Lage) und Verdun (Lage).
Aber schon Ende August schulte das Geschwader auf den Einsatz mit dem Marschflugkörper Fieseler Fi 103 um, der in der zeitgenössischen Propaganda Vergeltungswaffe 1 oder V1 genannt wurde. Dazu erhielt es die speziell für diese Aufgabe geeignete Version H-16 und H-20 der Heinkel He 111. Die Fi 103-Flugkörper waren an der Tragfläche, zwischen dem Rumpf und dem Motor untergehängt und wurden in 500 m Höhe über der Nordsee ausgeklinkt. Fi 103-Angriffe dieser Art auf London flog es von norddeutschen Fliegerhorsten wie Ahlhorn (Lage), Bad Zwischenahn (Lage), Varrelbusch (Lage), Vechta (Lage), Eggebek (Lage), Leck (Lage) und Schleswig. (Lage) Mitte Dezember unterbrach das Geschwader die Angriffe für 14 Tage, da bei der II. Gruppe Probleme mit der Fi 103 auftraten. Bei zwölf Maschinen explodierte der Sprengkörper direkt nach dem ausklinken und brachte das Flugzeug zum abstürzen. Insgesamt war die Trefferwirkung gering, so auch bei einem Angriff auf Manchester am 24. Dezember, bei dem von 50 abgeschossenen V1 nur 30 die englische Küste und nur eine das Stadtgebiet erreichte.
Am 5. Januar 1945 erfolgte der letzte Angriff auf London. Danach blieb das Geschwader auf seinen norddeutschen Plätzen und griff von hier aus in die Kämpfe im Westen ein. Es unterstand zu dieser Zeit der 14. Fliegerdivision des Luftwaffenkommandos West. Am 15. März erfolgte die Auflösung.

## Kommandeure

### Geschwaderkommodore
| Dienstgrad     | Name              | Zeit                                   |
| -------------- | ----------------- | -------------------------------------- |
| Oberst         | Philipp Zoch      | 1. Mai 1939 bis 31. Juli 1939          |
| Oberst         | Erich Stahl       | 1. August 1939 bis Dezember 1940       |
| Oberstleutnant | Paul Weitkus      | 15. Dezember 1940 bis 31. Oktober 1942 |
| Oberst         | Karl-Eduard Wilke | 1. November 1942 bis 8. April 1943     |
| Major          | Fritz Pockrandt   | 14. April 1943 bis 15. März 1945       |

### Gruppenkommandeure
I. Gruppe
- Oberstleutnant Karl Mehnert, 1. Mai 1939 bis 11. Mai 1940[33]
- Major Erich Kaufmann, 16. Mai 1940 bis Dezember 1941[34]
- Major Joachim Wienholtz, Dezember 1941 bis 30. März 1942 †[35]
- Major Fritz Pockrandt, 11. April 1942 bis 13. April 1943[36]
- Major Karl Rauer, 17. April 1943 bis  September 1944[37]
- Hauptmann Martin Vetter, 15. Oktober 1944 bis April 1945[38]

II. Gruppe
- Oberstleutnant Wilhelm Kohlbach, 1. Mai 1939 bis 22. Juli 1940[39]
- Major Reinhold Tamm, 23. Juli 1940 bis 18. August 1940 †[40]
- Major Maximilian Gruber, 22. August 1940 bis 15. September 1940[41]
- Major Hans Steinweg, 18. September 1940 bis 24. Juli 1941[42]
- Oberstleutnant Hans Bader, 25. Juli 1941 bis Mai 1942[43]
- Oberstleutnant Hans Schulz-Müllensiefen, Mai 1942 bis 14. April 1943[44]
- Major Herbert Wittmann, 17. April 1943 bis März 1945[45]

III. Gruppe
- Major Friedrich Edler von Braun, 1. Mai 1939 bis März 1940[46]
- Major Willi Rohrbacher, 22. August 1940 bis 8. Dezember 1940[47]
- Hauptmann Richard Fabian, Februar 1941 bis April 1942[48]
- Major Walter Brautkuhl, 5. April 1942 bis 5. August 1942[49]
- Major Hans Waldforst, 17. August 1942 bis 13. September 1942 †[50]
- Major Hubert Mönch, 21. Oktober 1943 bis 27. Mai 1943 †[51]
- Hauptmann Emil Allmendinger, 24. Juni 1943 bis 18. März 1945[52]

IV. Gruppe
- Major Joachim Wienholtz, 21. März 1941 bis 3. Dezember 1941[53]
- Major Karl-Andreas Zahn, 4. Dezember 1941 bis 11. April 1943[54]
- Major Ludwig Grözinger, 12. April 1943 bis 20. August 1944[55]

## Auszeichnungen
Bekannte Träger des Ritterkreuz des Eisernen Kreuzes oder höherer Stufen des Kampfgeschwaders 53.
| Name                 | Dienstgrad     | Einheit    | Ritterkreuz   | Eichenlaub   |
| -------------------- | -------------- | ---------- | ------------- | ------------ |
| Ackermann, Georg     | Leutnant       | 5./KG 53   | 28. Feb. 1945 |              |
| Christmann, Karl     | Oberfeldwebel  | 6./KG 53   | 5. Apr. 1944  |              |
| Döring, Wilhelm      | Leutnant       | 2./KG 53   | 19. Feb. 1943 |              |
| Ernst Ebeling        | Hauptmann      | Stab/KG 53 | 20. März 1945 |              |
| Engel, Otto          | Leutnant       | 5./KG 53   | 28. Feb. 1945 |              |
| Gobert, Ernst-Ascan  | Hauptmann      | I./KG 53   | 3. Apr. 1944  |              |
| Großendorfer, Hans † | Oberleutnant   | 7./KG 53   | 26. März 1944 |              |
| Grözinger, Ludwig    | Hauptmann      | 3./KG 53   | 15. Nov. 1942 |              |
| Huhla, Alois         | Oberleutnant   | 6./KG 53   | 17. März 1945 |              |
| Juditzki, Georg      | Leutnant       | I./KG 53   | 9. Nov. 1944  |              |
| Kornblum, Dietrich   | Oberleutnant   | 4./KG 53   | 9. Juni 1944  |              |
| Küster, Rudolf       | Oberleutnant   | 6./KG 53   | 17. März 1945 |              |
| Lehner, Franz        | Feldwebel      | 6./KG 53   | 22. Mai 1943  |              |
| Lührs, Wolfgang      | Oberleutnant   | 2./KG 53   | 24. Okt. 1944 |              |
| Mund, Franz          | Oberfeldwebel  | 6./KG 53   | 17. März 1945 |              |
| Rauer, Karl          | Major          | I./KG 53   | 29. Feb. 1944 |              |
| Rehle, Siegfried †   | Oberleutnant   | 2./KG 53   | 19. Feb. 1943 |              |
| Rein, Willi †        | Oberfeldwebel  | Stab/KG 53 | 5. Sep. 1944  |              |
| Richter, Walther     | Oberfeldwebel  | 5./KG 53   | 28. Feb. 1945 |              |
| Steudel, Fritz       | Oberfeldwebel  | II./KG 53  | 28. Feb. 1945 |              |
| Teige, Waldemar      | Oberfeldwebel  | 6./KG 53   | 7. Juni 1942  |              |
| Unruh, Kurt          | Oberleutnant   | 2./KG 53   | 29. Feb. 1944 |              |
| Weitkus, Paul        | Oberstleutnant | Stab/KG 53 | 18. Sep. 1941 |              |
| Will, Fritz          | Feldwebel      | 6./KG 53   | 22. Mai 1943  |              |
| Wittmann, Herbert    | Hauptmann      | Stab/KG 53 | 23. Nov. 1941 | 1. Feb. 1945 |
| Zöllner, Heinz       | Hauptmann      | 6./KG 53   | 5. Apr. 1944  |              |

## Bekannte Geschwaderangehörige
- Ernst Ebeling (1919–1991), war von 1972 bis 1980 Generalarzt der Luftwaffe der Bundeswehr
- Werner Repenning (1915–1967), war von 1962 bis 1967, als Brigadegeneral der Bundeswehr im NATO-Hauptquartier in Paris
- Franz Clemens Schiffer (1896–1940), war vom 1. Dezember 1939 bis zum 21. Mai 1940 Stadtkommissar bzw. Oberbürgermeister der Stadt Lodsch/Litzmannstadt (polnisch Łódź)
- Karl Wolfien (1906–1968), war von 1960 bis 1963, als Brigadegeneral der Luftwaffe der Bundeswehr, Leiter des Materialamtes der Luftwaffe